# Nit dels Museus
La Llarga Nit dels Museus o la Nit dels Museus és un esdeveniment cultural organitzat en forma conjunta amb diversos museus i institucions culturals en un lloc durant el qual els establiments es troben oberts fins a tarda en la nit. L'esdeveniment busca introduir noves persones a les institucions culturals.
Una entrada comuna permet als visitants accedir a totes les exhibicions, com també els dona accés al transport públic requerit per arribar als diferents llocs.
La primera Llarga Nit dels Museus (en alemany: Lange Nacht der Museen, Lange Nacht der Muse) va tenir lloc a Berlín el 1997. El concepte ha estat molt bé rebut, i des de llavors el nombre d'institucions participants i exhibicions ha crescut considerablement, escampant-se a més de 120 altres ciutats al llarg d'Europa i de la resta del món. A Barcelona, l'edició de 2013 va reunir a 130 000 visitants repartits en 62 espais. L'edició 2016 a Montevideo congrega a 55 institucions. Després de l'aturada per la pandèmia del covid-19, la majoria de ciutats van reprendre la iniciativa en 2022.

## Variants
- Lange Nacht der Museen a Berlín, i altres ciutats d'Alemanya incloent Colònia, Frankfurt, Stuttgart, Düsseldorf, Múnic, i Kassel[1][5][6][7][8][9][10]
- La Nuit des Musées a França[11]
- L'esdeveniment Museums-n8[12] a Amsterdam, Països Baixos
- Llargues nits coordinades a Àustria, Itàlia, i Liechtenstein, organitzat per ORF[13][14]
- A Suïssa llargues nits van tenir lloc a Basilea, Berna, Lucerna, St. Gallen, i Zúric.[15]
- Noc Muzeów a Polònia, on la primera edició va tenir lloc en 2003 a Poznań en el Museu Nacional de Poznań.
- Múzeumok Éjszakája[16] a Budapest, Hongria
- La "Nit dels museus i galeries" a Bulgària, on aquest esdeveniment va ser realitzat per primera vegada en 2005.[17] Ara "La Nit" s'ha tornat un reeixit producte cultural - emblemàtic per Plovdiv - que atreu molts turistes i hostes a la ciutat.
- Museums at Night en el Regne Unit, incloent museus en Great Yarmouth[18]
- La nit dels museus a Barcelona
- Noć muzeja a Croàcia, des de 2005, on els costos d'admissió a tots els llocs estan concedits a la nit.[19][20]
- Pražská muzejní noc a Praga, República Txeca[21]
- Noć muzeja a Belgrad, Sèrbia[22]
- Ночь музеев a Rússia,[23]
- La Nit dels Museus a l'Argentina té lloc a Buenos Aires[24] des de 2004, i inclou activitats de divulgació científica similar a la llarga Nit de les Ciències. En altres ciutats, com a Azul, es realitza des de 2006 i Santa Fe, des de 2011.[25] A Còrdova ja s'han realitzat tres edicions.[26]
- Museus en la Nit - a l'Uruguai, es realitza ininterrompudament des de 2005, en tot el territori nacional, el segon divendres de desembre. Més de 120 institucions amb entrada gratuïta.
- La "Nit de Museus" es realitza a la ciutat de Pobla, Mèxic, almenys una vegada al mes des de 2012, amb la participació mitjana d'uns 14 museus públics i privats que ofereixen patrimonis que van del virregnal fins a l'art contemporani. En 2013, Nit de Museus Pobla va convocar a 153,052 assistents.
- La nit en blanc es realitza a la ciutat de Màlaga, Espanya cada primavera amb obertura gratuïta dels seus museus i monuments fins a altes hores de la matinada[27]

## Història
Els festivals actuals nocturns tenen les seves arrels a diverses ciutats.
La primera Llarga Nit dels Museus va tenir lloc a Berlín l'any 1997 amb dotzenes d'institucions i exhibicions participants; des de llavors el nombre ha crescut a 125 amb més de 150 000 persones participants en la nit de gener de 2005.
Els esdeveniments culturals nocturns venen d'una tradició europea. Sant Petersburg, per dos-cents anys capital de l'Imperi Rus i encara un important centre cultural europeu, és una de les ciutats situades en latituds més boreals, tenint llargs dies a l'estiu - i un crepuscle gairebé interminable des de mitjans de maig a mitjans de juliol (això és un fenomen celebrat com les nits blanques). Això va conduir a la celebració anual coneguda com el Festival de les Nits Blanques, que presenta mesos de cultura pop (com els Rolling Stones a l'aire lliure a la Plaça del Palau) i esdeveniments d'alta cultura ("Festival dels Estels de les Nits Blanques" en el Teatre Mariïnski, carnestoltes de carrer, i la celebració de les Veles Escarlata - coneguda per les seves mostres de focs artificials. Així "nits blanques", en el context rus, és simultàniament un fenomen natural de l'estiu i un perllongat festival cultural que es desenvolupa en diverses setmanes o mesos a mitjans d'estiu.
L'alcalde de París, Bertrand Delanoë, va prendre aquesta idea el 2002 i la va estendre a la cultura en sentit més ampli, incloent arts escèniques, i el concepte s'ha difós sota l'estendard de Nuit Blanche (Nit Blanca i diversos noms relacionats).
En la nit del 30 de setembre de 2005, la ciutat búlgara de Plovdiv va agrair la iniciativa de la "Galeria Sariev" i al comitè civil "Nit dels Museus i Galeries – Plovdiv".